# 阿瑟·拉弗
阿瑟·拉弗（英語： 1940年8月14日—)，美国经济学家，教授，供給面學派代表人物，以拉弗曲线闻名。
拉弗生于美国宾夕法尼亚州，先后在耶鲁大学(1963年，经济学学士)，斯坦福大学（1965年工商管理硕士，1972年国际经济学博士）求学。毕业后先后在芝加哥大学(1974-1976)，南加州大学（1976-1984），佩珀代因大学（1984-87）任教。他同时还充当政治顾问，并在1979年开办了自己的咨询公司。
1986年，拉弗尝试代表共和党竞选美国联邦参议员，遭到失败。2016年，他作为唐纳德·特朗普的经济顾问投身到当年的总统选举中。2019年，荣获总统自由勋章。